# Acacia loxophylla
Acacia loxophylla är en ärtväxtart som beskrevs av George Bentham. Acacia loxophylla ingår i släktet akacior, och familjen ärtväxter. Utöver nominatformen finns också underarten A. l. nervosa.